# Парламентские выборы в Новой Зеландии (2011)
Парламентские выборы в Новой Зеландии 2011 года — выборы парламента Новой Зеландии 50 созыва, состоявшиеся 26 ноября 2011 года. Избирался 121 член Палаты представителей: 70 — по мажоритарной системе относительного большинства и 51 — по пропорциональной избирательной системе (партийные списки).

## Парламент 49-го созыва
После парламентских выборов 2008 года в Новой Зеландии было сформировано коалиционное правительство во главе с лидером Национальной партии Джоном Ки. Правительственное большинство в парламенте составили:
- Национальная партия — 59 мест
- Партия АКТ — 5 мест
- Партия Маори — 4 места
- Партия Объединённое будущее — 1 место

_______________________________________
- Итого — 69 мест в 122-местном парламенте.

Оппозицию составили Лейбористская и Прогрессивная партии, а также партия зелёных, которая хоть и подписала соглашение с правительством, но не вошла в его состав.

## Зарегистрированные партии и кандидаты
Всего для участия в выборах были зарегистрированы 544 кандидата (на выборах 2008 года — 682). Из них 91 участвовали в выборах только в составе партийных списков, 73 — только по мажоритарным округам, остальные 380 боролись за депутатские кресла и по мажоритарным округам и в составе избирательных списков партий.
Кроме того, избирательная комиссия зарегистрировала 13 списков политических партий, оспаривавших места в парламенте по пропорциональной избирательной системе (19 партий — в 2008 году).
- Национальная партия
- Лейбористская партия
- Партия зелёных
- Партия АКТ
- Партия Маори
- Партия Мана
- Партия Объединённое будущее
- Партия альянса
- Консервативная партия
- Партия демократов
- Партия за легализацию марихуаны
- Либертарианская партия
- Новая Зеландия прежде всего

Партия киви, Новая гражданская партия и Прогрессивная партия были зарегистрированы, но не участвовали в выборах от собственного имени (Партия киви и Новая гражданская партия поддерживали кандидатов консерваторов).
Кроме них, в выборах принимали участие 13 кандидатов от незарегистрированных партий (по 2 кандидата от Коммунистической Лиги, движения Нга Иви Мореху, Пиратской партии, Партии суверенитета, и по одному от Партии прав человека, Партии новой экономики, движения за возврат к христианским ценностям, Молодёжной партии и движения за экономическое процветание (Economic Euthenics)), а также 17 независимых кандидатов.

## Голосование
Всего было зарегистрировано 3 053 705 избирателей, из которых приняли участие в выборах 2 236 276 человек. Явка составила 73,23 % — самая низкая явка с 1887. Правящая Национальная партия во главе с Джоном Ки получила около 48 % голосов избирателей и 60 мест в парламенте (всего одного места не хватило ей для завоевания абсолютного большинства в Палате представителей). Оппозиционная Лейбористская партия во граве с Филом Гоффом ухудшила свои результаты, получив 27,1 % голосов и завоевав 34 места, в то время как партия зелёных получила 10,6 % голосов и 13 мест в парламенте (самый значительный результат этой небольшой партии с 1996 года).

## Итоги голосования
| Партия | Партия                      | голосов | %      | %         | мест    | мест      | мест  | мест      |
| Партия | Партия                      | голосов | %      | изменение | избрано | по списку | всего | изменение |
| ------ | --------------------------- | ------- | ------ | --------- | ------- | --------- | ----- | --------- |
|        | Национальная партия         | 1058638 | 47,31  | +2,38     | 41      | 18        | 59    | +1        |
|        | Лейбористская партия        | 614936  | 27,48  | -6,51     | 23      | 11        | 34    | -9        |
|        | Партия зелёных              | 247370  | 11,06  | +4,34     | 0       | 14        | 14    | +5        |
|        | Новая Зеландия прежде всего | 147544  | 6,59   | +2,52     | 0       | 8         | 8     | +8        |
|        | Партия Маори                | 31982   | 1,43   | -0,96     | 3       | 0         | 3     | -2        |
|        | Партия Мана                 | 24168   | 1,08   | +1,08     | 1       | 0         | 1     | +1        |
|        | Партия АКТ                  | 23889   | 1,07   | -2,58     | 1       | 0         | 1     | -4        |
|        | Объединённое будущее        | 13443   | 0,60   | -0,27     | 1       | 0         | 1     | 0         |
|        | Другие партии               | 75492   | 3,37   | -3,14     | 0       | 0         | 0     | -1        |
|        | Итого                       | 2237462 | 100,00 |           | 70      | 51        | 121   | -1        |

Официальные итоги были подведены 10 декабря 2011 года.